# Potentielle Literatur
Potentielle Literatur ist die Kunst, epische oder lyrische Werke unter Einhaltung von bestimmten selbstgewählten Regeln zu erstellen. 

## Idee der potentiellen Literatur
Der Satz „Kein Spiel funktioniert ohne Regeln“ wird von den Vertretern potentieller Literatur auf das literarische Schaffen angewendet: Zunächst wird eine Regel vorgegeben, die eine sprachliche oder auch eine mathematische Vorgabe sein kann. Dann wird darauf aufbauend das Gedicht oder der Essay erstellt. Grundgedanke der potentiellen Literatur ist es also, den Regeln der Sprache erfundene, aber auch wiedergefundene Regeln gegenüberzustellen. Dabei werden auch Regeln verwendet, die schon seit Jahrhunderten in immer wieder verschiedenen Kontexten in Gebrauch sind.
Nur wer spielt, kennt den Widerstand der Regel – und den Widerstand gegen die Regel, formuliert Oskar Pastior ein weiteres Motiv zur Arbeit mit Regeln.

## Geschichte
Im Jahre 1960 gründeten französische Literaten (unter ihnen Raymond Queneau) die Werkstatt für potentielle Literatur (Ouvroir de littérature potentielle, abgekürzt Oulipo) als eine lose Vereinigung in Paris. Hier treffen sich Vertreter potentieller Literatur zu Gedankenaustausch und veranstalten Lesungen im „Auditorium du Forum des Images“. Mitglieder sind bzw. waren unter anderem François Le Lionnais, Marcel Duchamp, Claude Berge, Georges Perec, Hervé Le Tellier, Jacques Roubaud, Marcel Bénabou, Harry Mathews, Jacques Jouet, Italo Calvino, Raymond Queneau und Oskar Pastior als einziges deutschsprachiges Mitglied.
Nach dem Modell von Oulipo haben sich in Frankreich verschiedene „Potentielle“ Gruppen gegründet, unter anderem die Gruppe „Ougrapo“ (Ouvroir de grammaire potentielle – Werkstatt für potentielle Grammatik) und die Gruppe „Oubapo“ (Ouvroir de Bandes dessinés potentielle – Werkstatt für potentielle Comics).
Ebenfalls unter dem Namen „Ougrapo“ wurde in Deutschland eine Werkstatt für potentielles Grafikdesign gegründet (Ouvroir du design graphique potentiel).

## Werke der potentiellen Literatur
Ein Prototyp für diese Art von Literatur sind die Hunderttausend Milliarden Gedichte von Raymond Queneau: zehn Sonette, in denen alle Verse miteinander kombiniert werden können.
Beispielhafte Werke, die dieser Idee folgen, sind unter anderen:
- Georges Perec: La disparition (deutsch: Anton Voyls Fortgang) – Roman
  - verwendete Regel: Es kommt kein einziges Wort vor, das den Buchstaben e enthält. Von Georges Perec existiert auch ein monovokales Buch mit dem Titel Les Revenentes (deutsch: „Dee Weedergenger“, übersetzt von Peter Ronge), in dem als Vokal nur das e verwendet wird.

- Klaus Ferentschik: Schwelle und Schwall, Haffmans, Zürich 2000, ISBN 3-251-00485-9
- Klaus Ferentschik: Scharmützel, Galrev, Berlin 2003, ISBN 3-933-14932-0
  - verwendete Regeln: Der erste Teil von Schwelle und Schwall enthält nur weibliche Substantive, der zweite Teil ausschließlich männliche. Der Roman Scharmützel enthält ausschließlich sächliche Substantive.

- Gerhard Rühm: Die Österreichische Bundeshymne, um einen Schritt weiter (1986)
  - verwendete Regel: Jedes Wort des Originaltextes wird durch das nachfolgende Wort im Österreichischen Wörterbuch ersetzt.

- Ilse Kilic: Oskars Moral, Ritter Verlag 1999.
  - verwendete Regel: Die Personen dürfen nur Dinge tun oder sagen, für die sie als Vokale nur jene in ihren Namen enthaltenen benötigen. Treffen sich mehrere Personen in einem Satz, gelten die Vokale aller Namen, und es erweitert sich somit der Wortschatz der Personen. In einem anderen Roman Kilics mit dem Titel Monikas Chaosprotokoll (2003) kommen die Vokale u und e nicht vor.

- Ernst Jandl: ottos mops (1963)
  - verwendete Regel: Es wird nur der Vokal o verwendet.

- Jacques Bens, Italo Calvino, Paul Fournel, Raymond Queneau, Jacques Roubaud: Atlas de littérature potentielle. Folio, Paris 1988, ISBN 978-2-07-032500-9.
- Georg Philipp Harsdörffer: Fünffacher Denckring der Teutschen Sprache 1651

## Sekundärliteratur
- Klaus Ferentschik: ’Pataphysik: Versuchung des Geistes. Matthes & Seitz, Berlin 2006, ISBN 978-3-88221-877-0.
- Astrid Poier-Bernhard: Viel Spaß mit Haas! Spiel – Regel – Literatur. Sonderzahl, Wien 2003, ISBN 978-3-85449-205-4.